# Solanum piluliferum
Solanum piluliferum är en potatisväxtart som beskrevs av Michel Félix Dunal. Solanum piluliferum ingår i släktet skattor som ingår i familjen potatisväxter. Inga underarter finns listade i Catalogue of Life.